# Бунешть (Хунедоара)
Бунешть, Бунешті (рум. Bunești) — село у повіті Хунедоара в Румунії. Входить до складу комуни Балша.
Село розташоване на відстані 301 км на північний захід від Бухареста, 23 км на північ від Деви, 89 км на південний захід від Клуж-Напоки, 143 км на схід від Тімішоари.